# Trichoceros onaensis
Trichoceros onaensis är en orkidéart som beskrevs av Eric Alston Christenson. Trichoceros onaensis ingår i släktet Trichoceros och familjen orkidéer.
Artens utbredningsområde är Ecuador. Inga underarter finns listade i Catalogue of Life.